# Kanton Cayenne-5 Sud

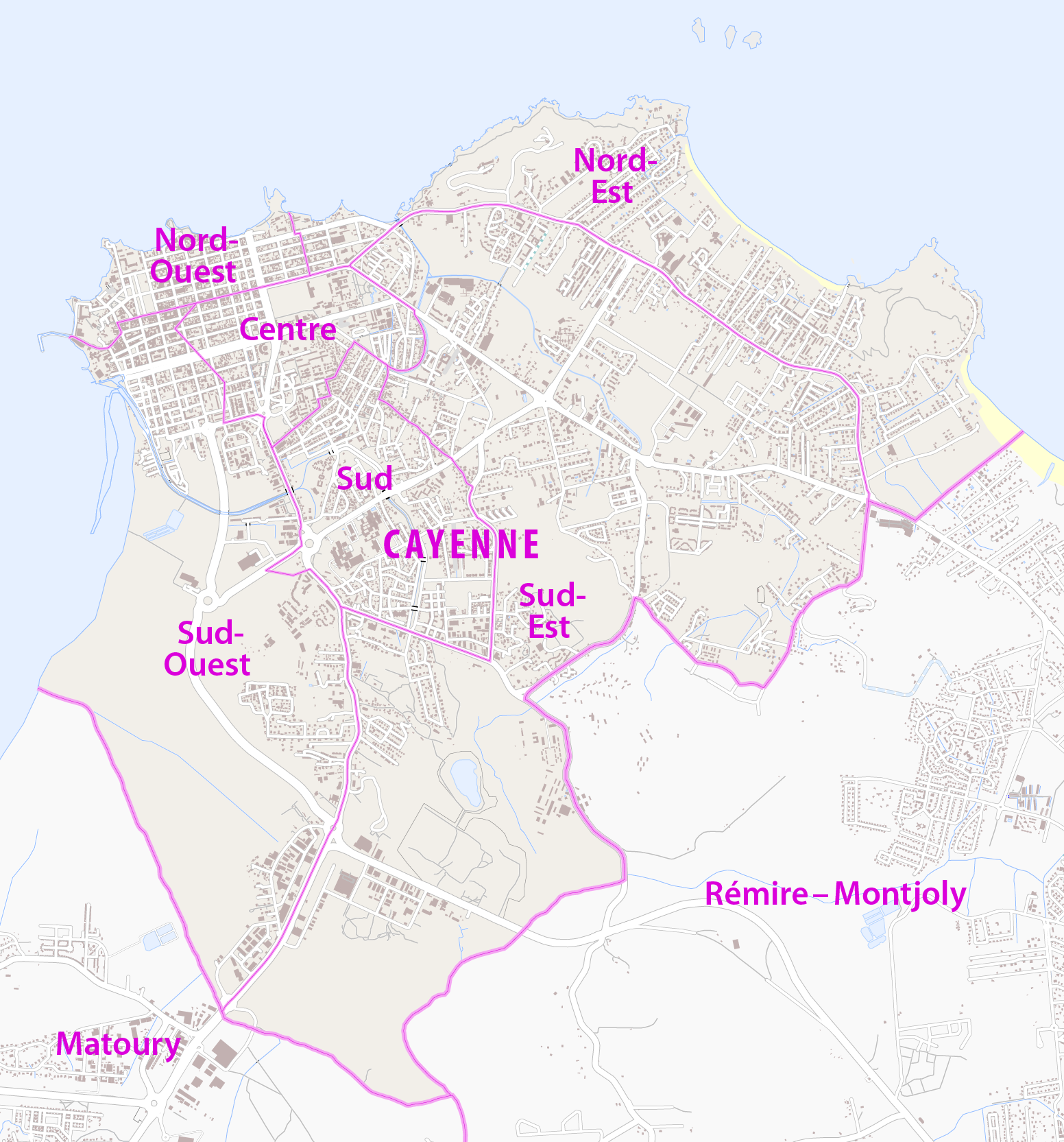

Kanton Cayenne-5 Sud (francouzsky Canton de Cayenne-5 Sud) byl francouzský kanton v departementu Francouzská Guyana v regionu Francouzská Guyana. Byl tvořen částí města Cayenne. Zrušen byl po reformě kantonů 2014.